# Buick LaCrosse
La Buick LaCrosse est une berline produite par le constructeur automobile américain Buick à partir de 2004 uniquement en Amérique du Nord. Elle remplace les jumelles Century / Regal, ainsi que l'Oldsmobile Intrigue, disparue en 2004, en raison de la suppression du plus vieux label américain. Elle est rebaptisée Buick Allure au Canada, de 2004 à 2009, puisque le mot «crosse» a des connotations vulgaires ou péjoratives en canadien-français où il signifie, selon le contexte, «fraude» ou «masturbation».
En 2006, GM décide d'utiliser l'appellation LaCrosse pour une nouvelle berline de la gamme chinoise de Buick produite par la joint-venture SAIC-GM. Celle-ci reprend en effet la base de la version nord-américaine. Depuis 2009, les LaCrosse chinoises et nord-américaines sont identiques.

## Première génération (2004-2009)
Lancée en octobre 2004 pour remplacer le duo vieillissant des Century / Regal, la LaCrosse reprend la plate-forme éprouvée des Chevrolet Impala et Pontiac Grand Prix.

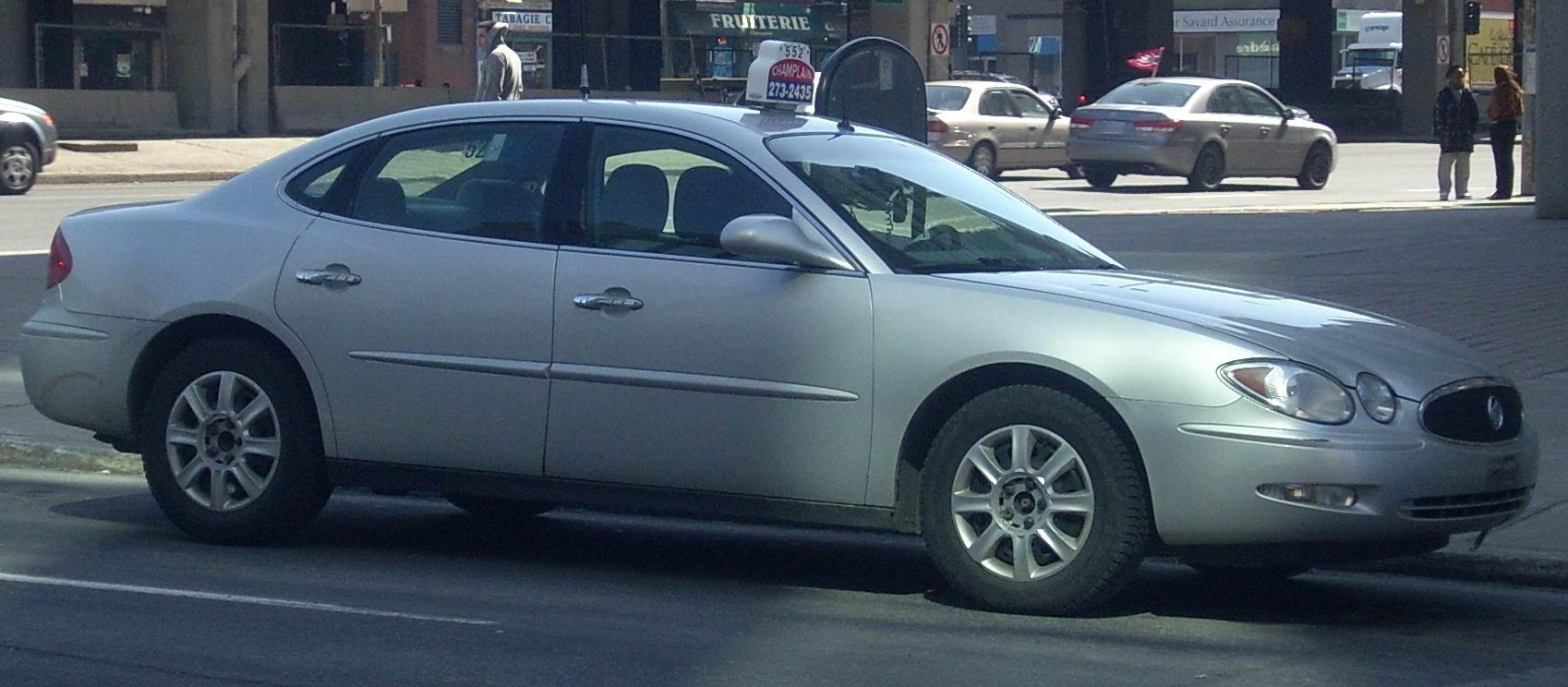
Allure
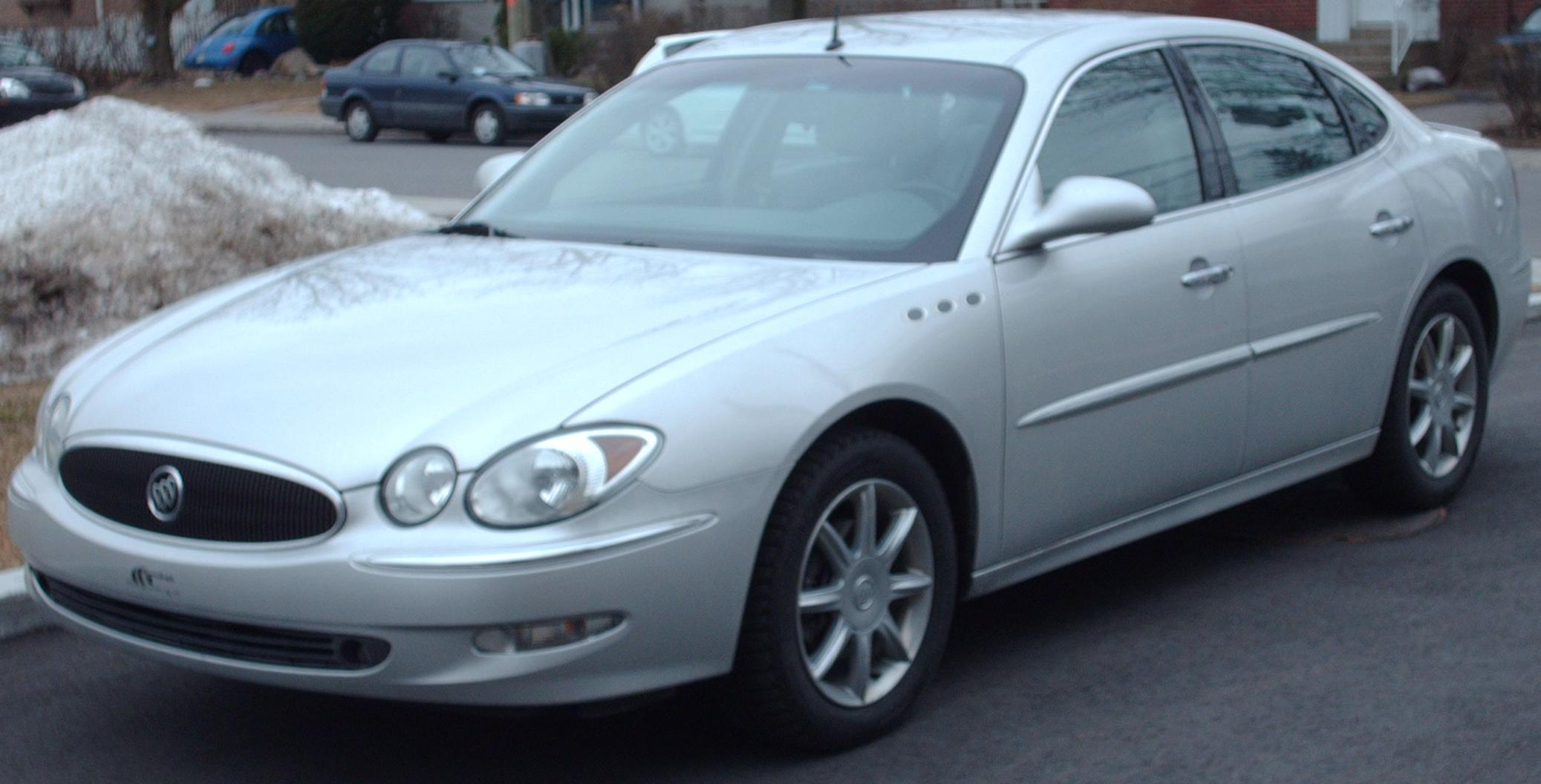
Allure
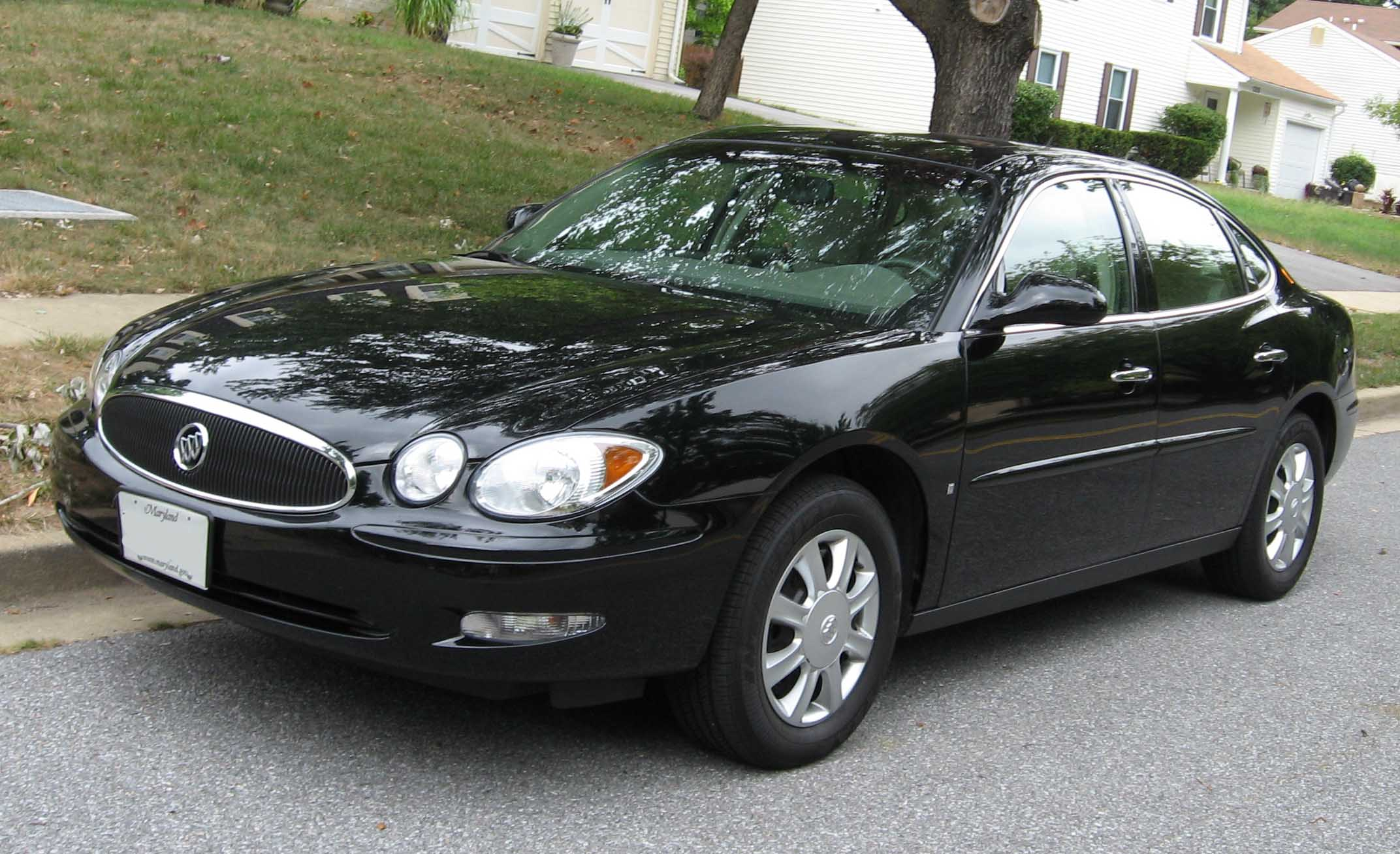
LaCrosse
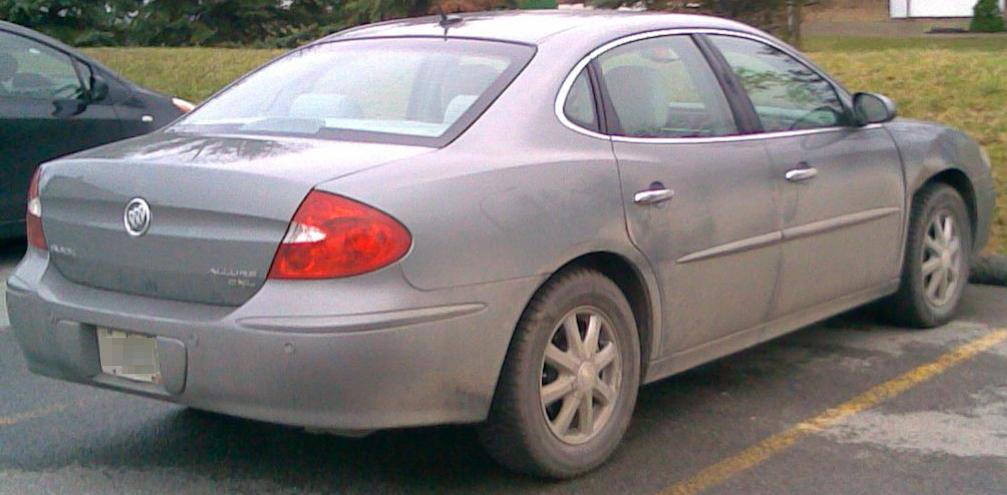
Allure
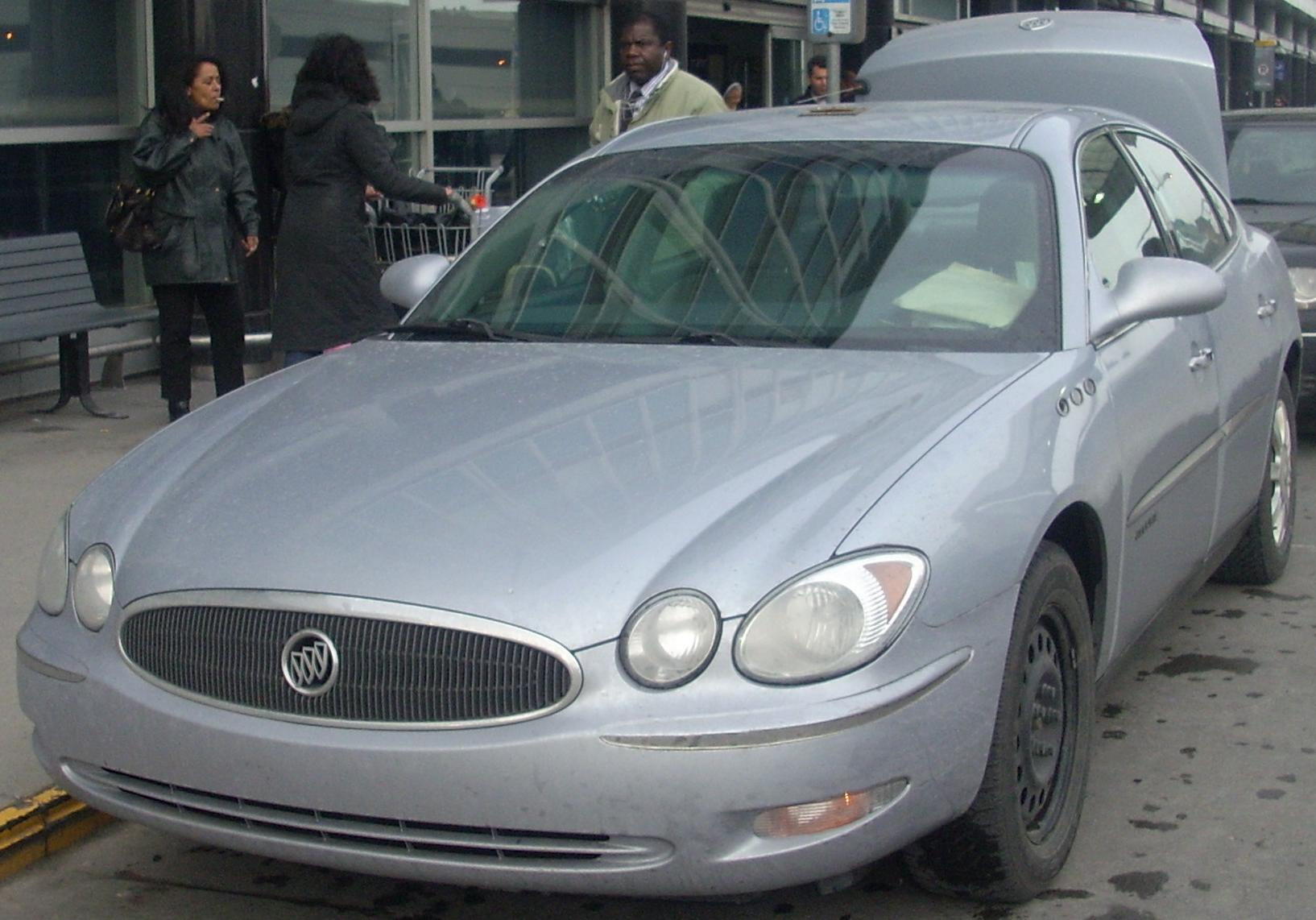
Allure
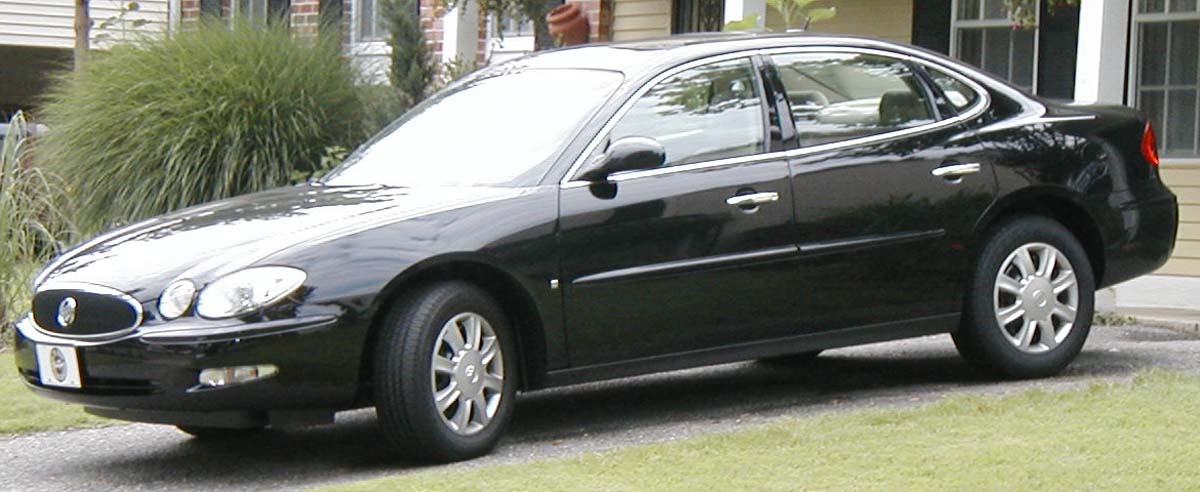
LaCrosse
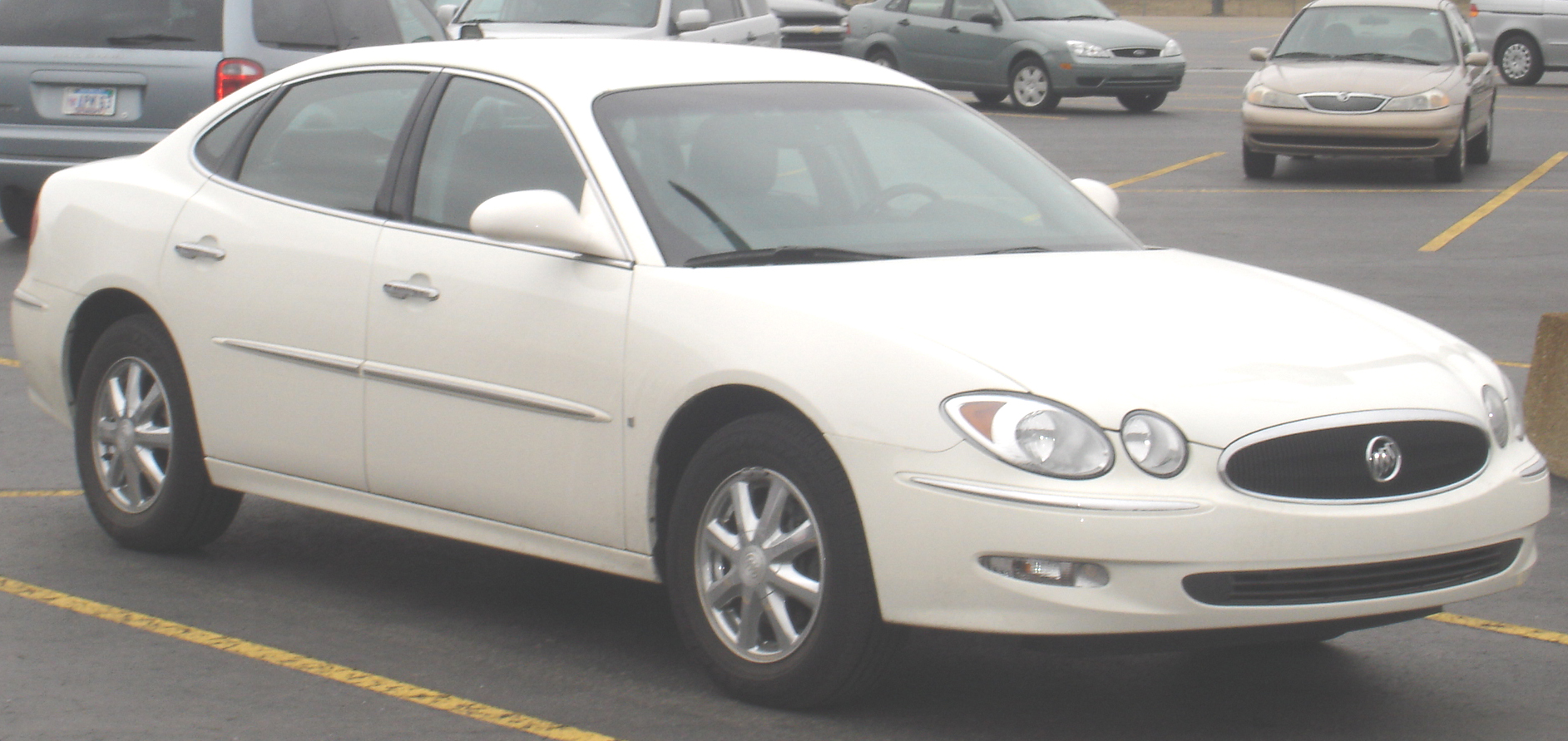
LaCrosse
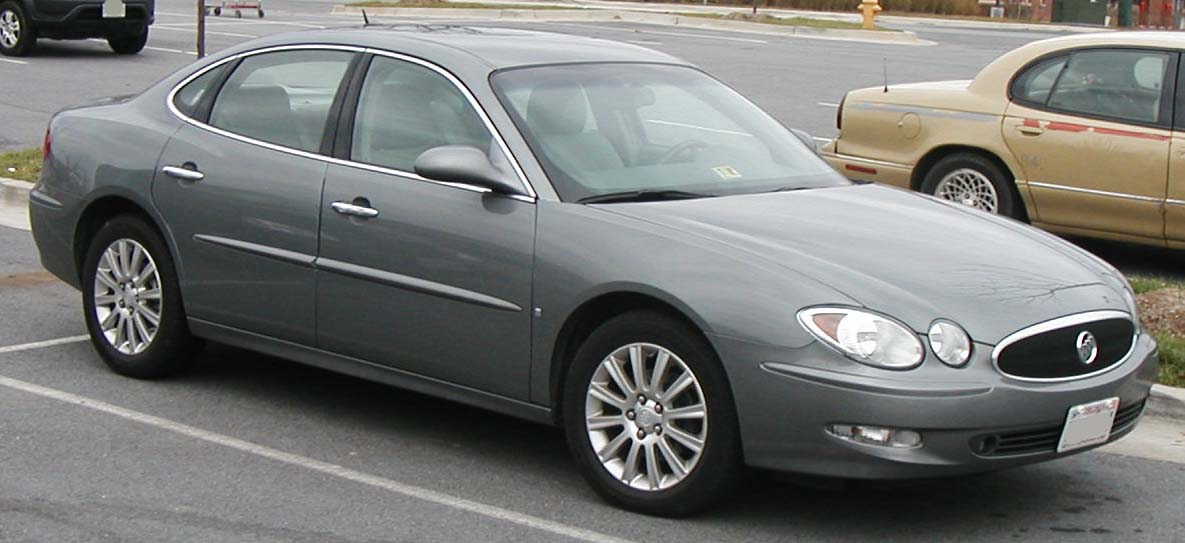
LaCrosse

### Restylage en 2007
Après des débuts prometteurs, ses ventes s'essoufflèrent très vite et poussèrent Buick à la restyler en 2007. Pour ce restylage, la LaCrosse bénéficie d'une calandre chromée ainsi que d'une version sportive.

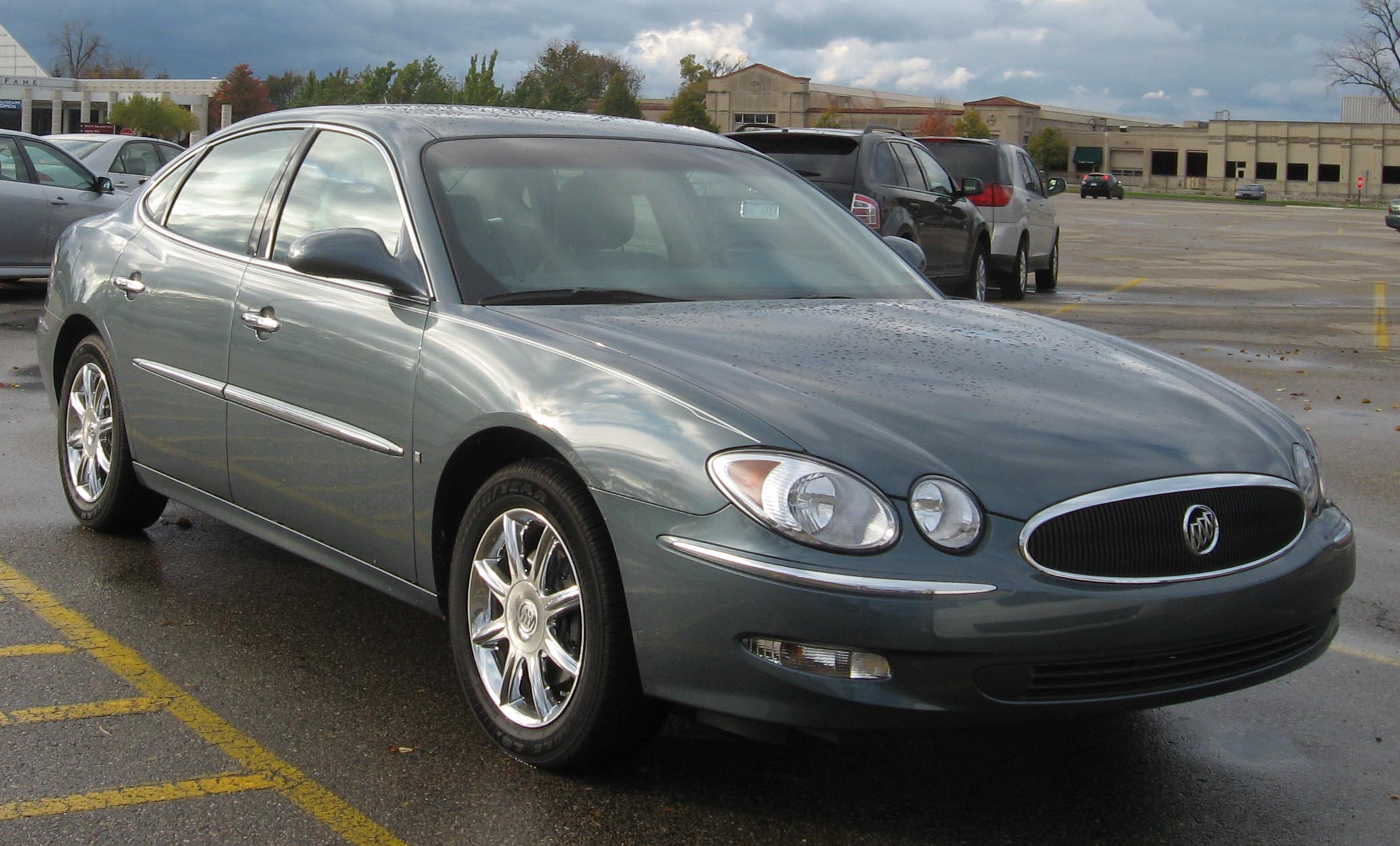
Avant restylage
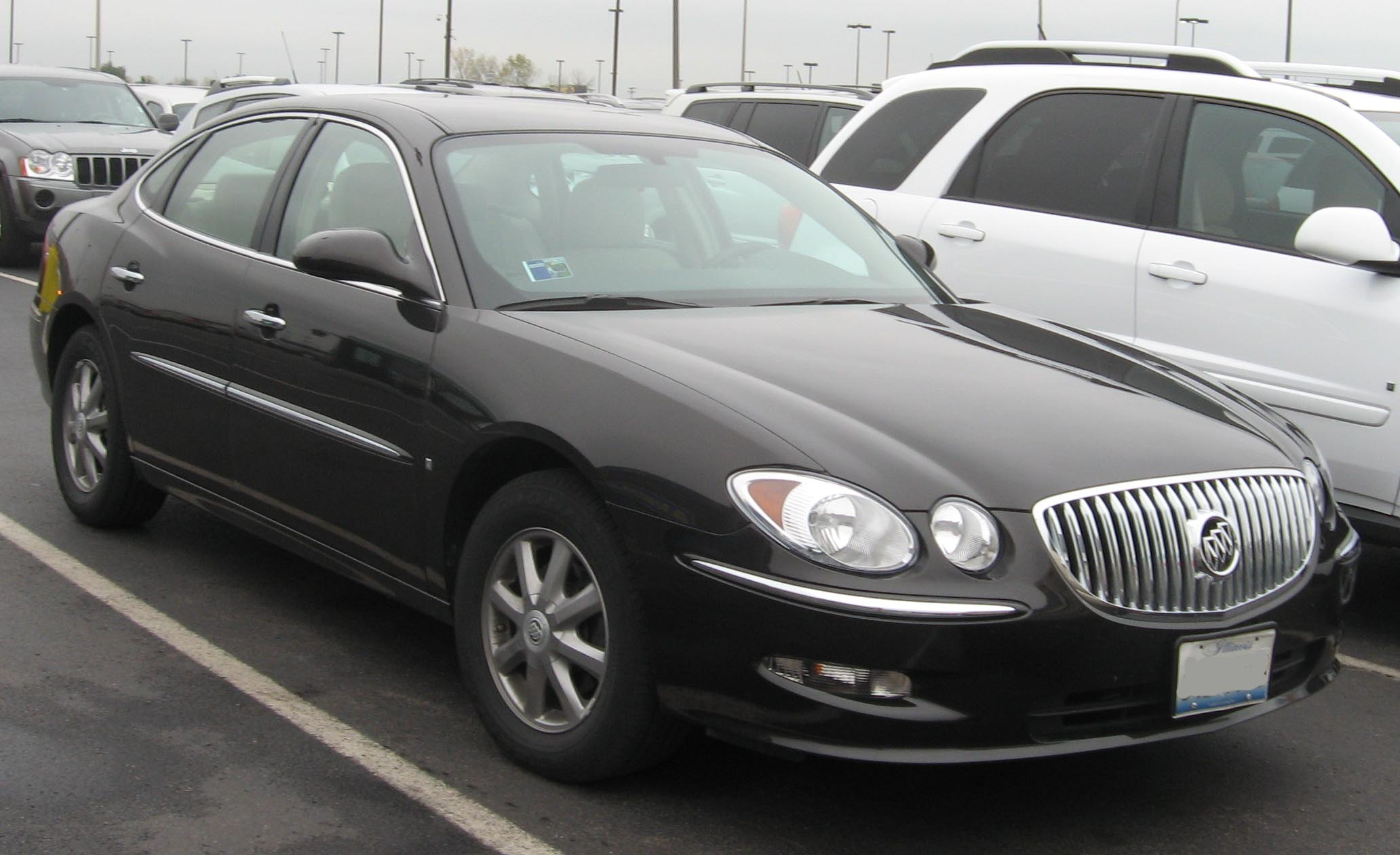
LaCrosse Phase II
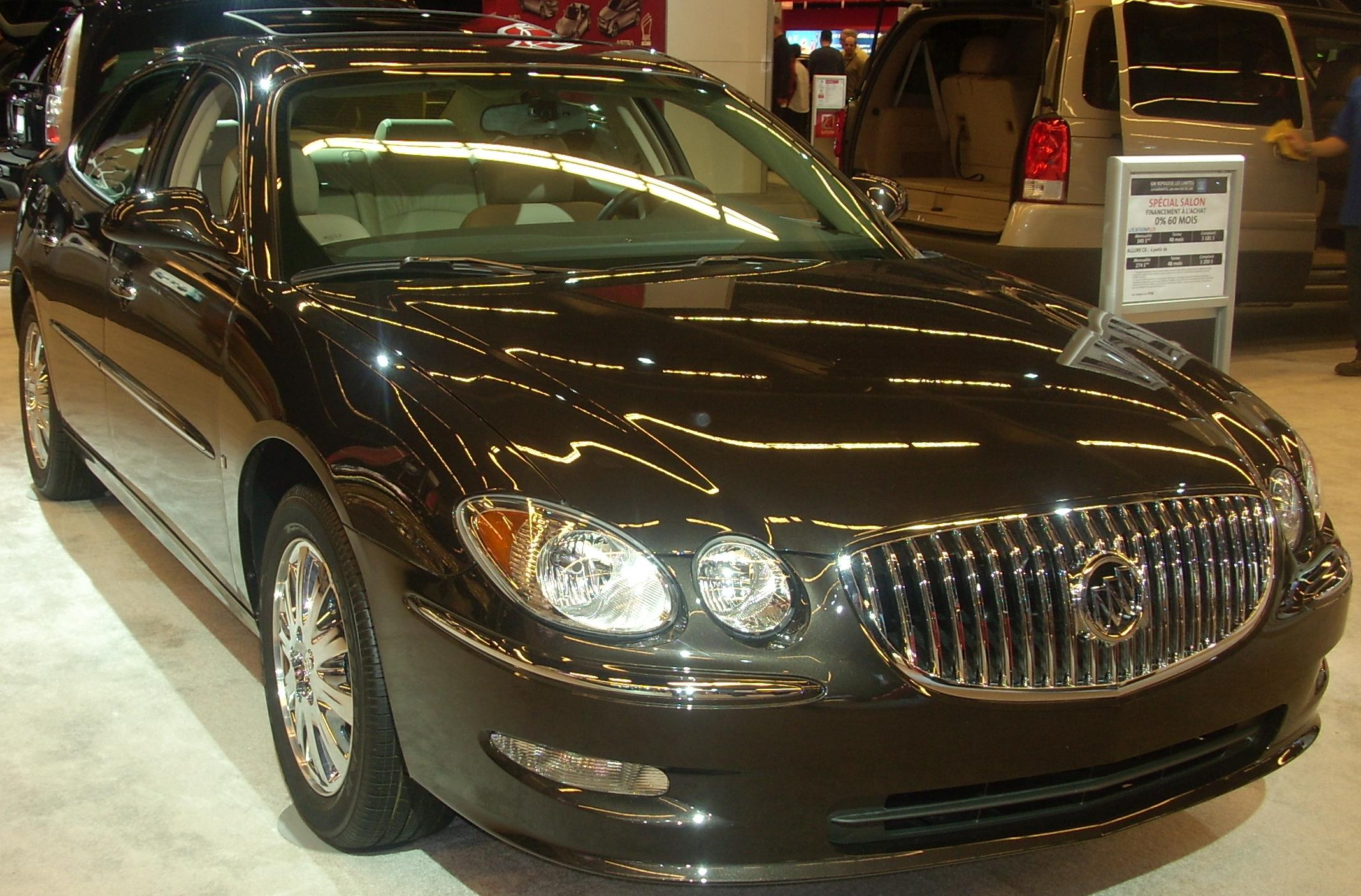
Allure Phase II

### LaCrosse Super
Présentée lors du Salon de New York en 2007, la version sportive de la LaCrosse porte le nom de Super et peut désormais bénéficier d'un gros V8 essence de 5,3 L de cylindrée qui revendique 300 ch.

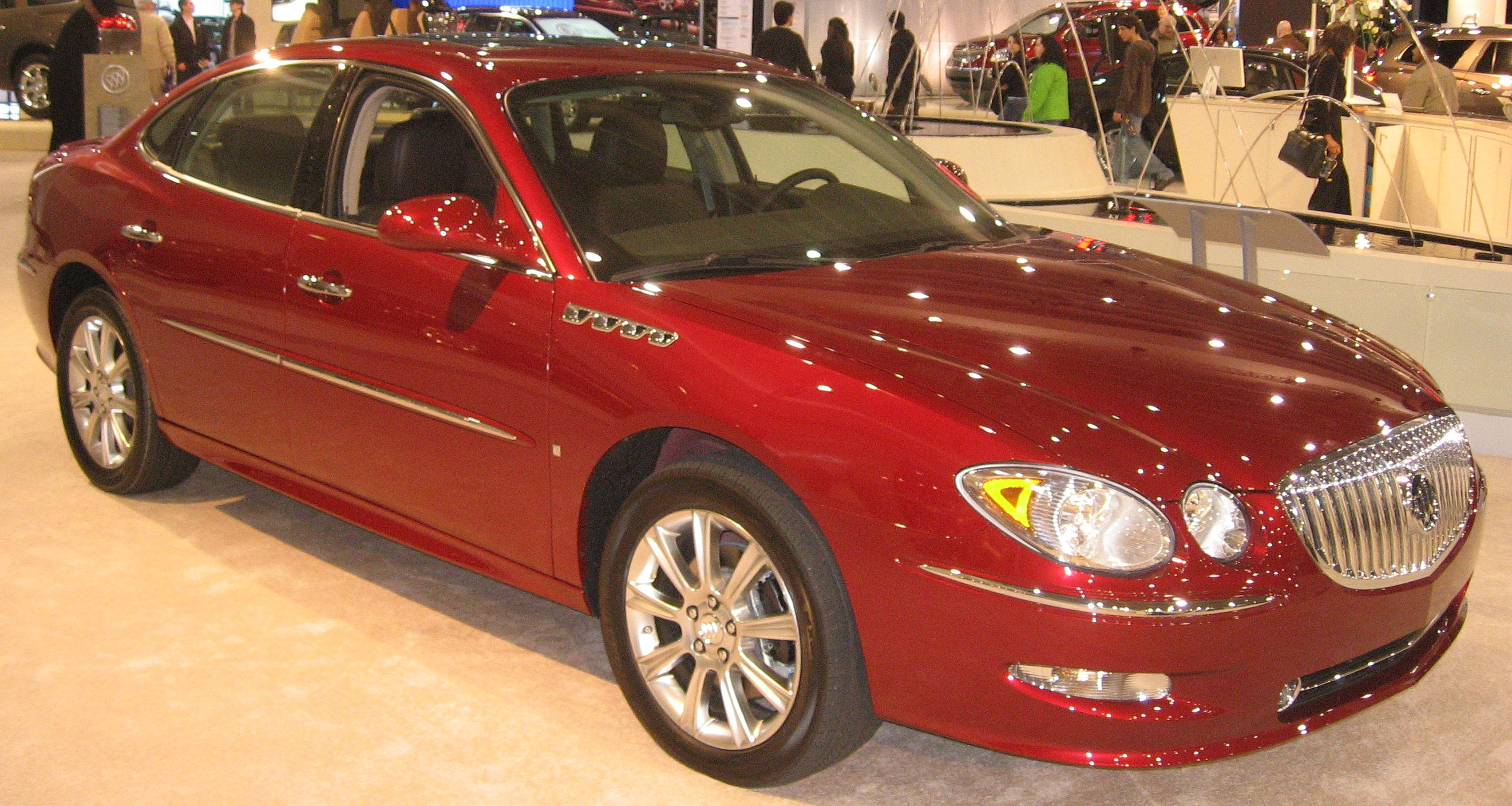
LaCrosse Super

### Motorisations
La LaCrosse est disponible avec trois moteurs essences :
- V6 3.8 L 200 ch. (2004-2009).
- V6 3.6 L 240 ch. (2004-2007).
- V8 5.3 L 300 ch. (2007-2009). Pour la Super.

Elle n'existe qu'avec une boîte auto à quatre rapports.

### Version commercialisée en Chine (2006-2009)
Buick a commercialisé une berline du nom de LaCrosse en Chine fin 2006. Celle-ci n'est pas la même que celle vendue en Amérique du Nord même si elles se partagent la base technique, mais la version chinoise dispose de sa propre carrosserie et de ses propres moteurs, qui sont moins puissants. Une version hybride est même prévue.
Elle dispose de deux moteurs essences :
- 4 cyl. 2.4 L 168 ch.
- V6 3.0 L 176 ch.

Ces moteurs sont couplés à une boîte auto à quatre rapports.

## Deuxième génération (2009-2016)
La deuxième génération de la LaCrosse est dévoilée lors du salon de Détroit en janvier 2009 et lancée au courant de la même année. La nouvelle LaCrosse est équipée d'un quatre cylindres et de deux V6 essences ainsi que d'une transmission intégrale. Elle est aussi produite et commercialisée en Corée du Sud sous le nom d'Alpheon, devenant le modèle haut de gamme de GM-Daewoo.
Comme plusieurs modèles de routières du groupe GM développés à la fin des années 2000, elle est basée sur la plateforme Epsilon II au même titre que l'Opel / Vauxhall / Holden Insignia, la Buick Regal, la Chevrolet Malibu et la dernière génération de Saab 9-5.
La version restylée a été lancée en avril 2013. Pour cette deuxième génération, le modèle commercialisé en Chine est le même que celui commercialisé dans le reste du monde.

### Motorisations
La seconde LaCrosse dispose de trois moteurs essences :
- 4 cyl. 2.4 L 182 ch. (2010- ).
- V6 3.0 L AWD 252 ch. (2009-2010).
- V6 3.0 L 255 ch. Existe en AWD depuis 2010.
- V6 3.6 L VVT 280 ch. (2009-2011)
- V6 3.6 L VVT 303 ch. (2011- ).

Ces moteurs sont couplés a une boîte auto à six rapports.

### Galerie photos

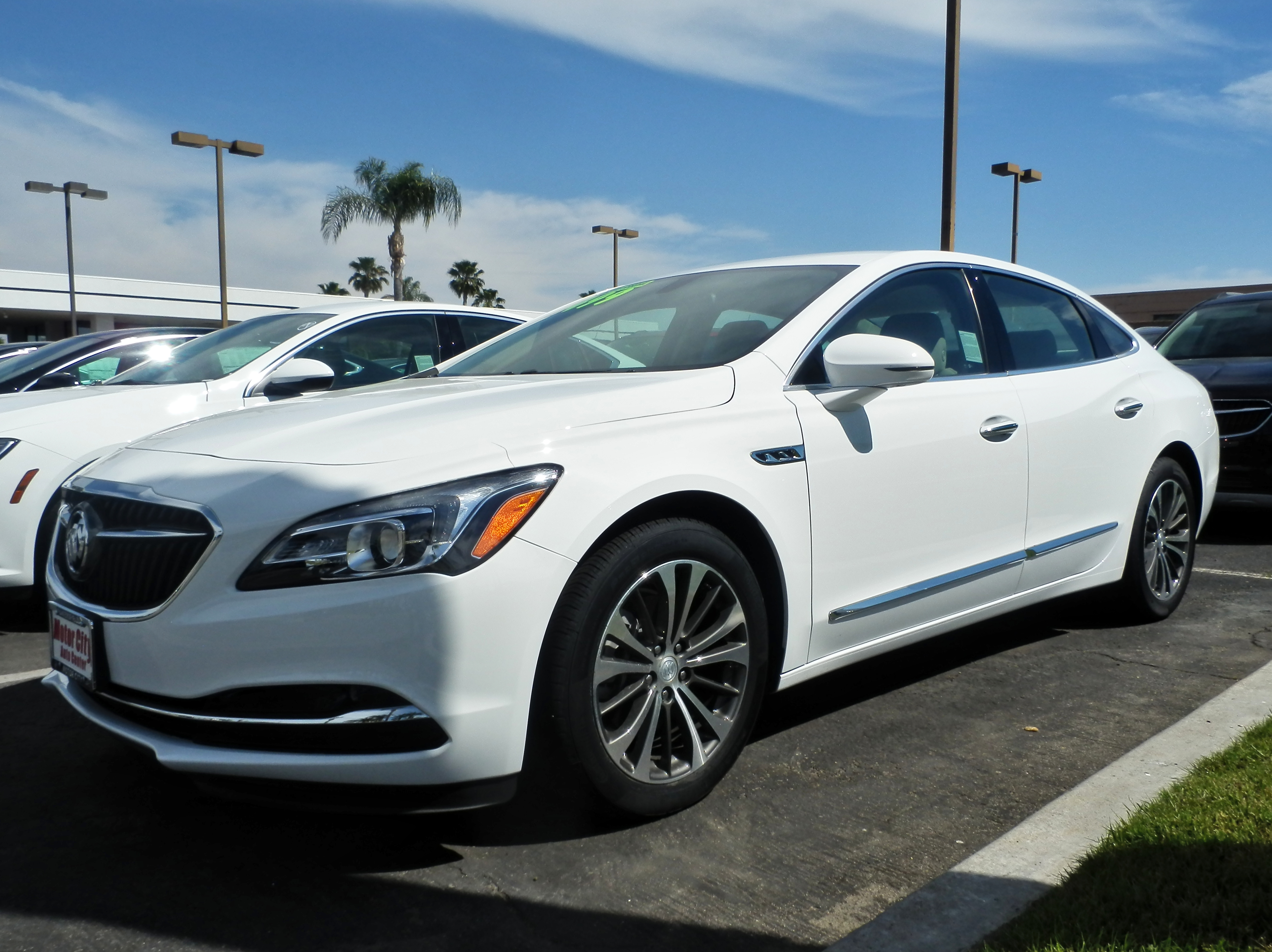
Vue avant
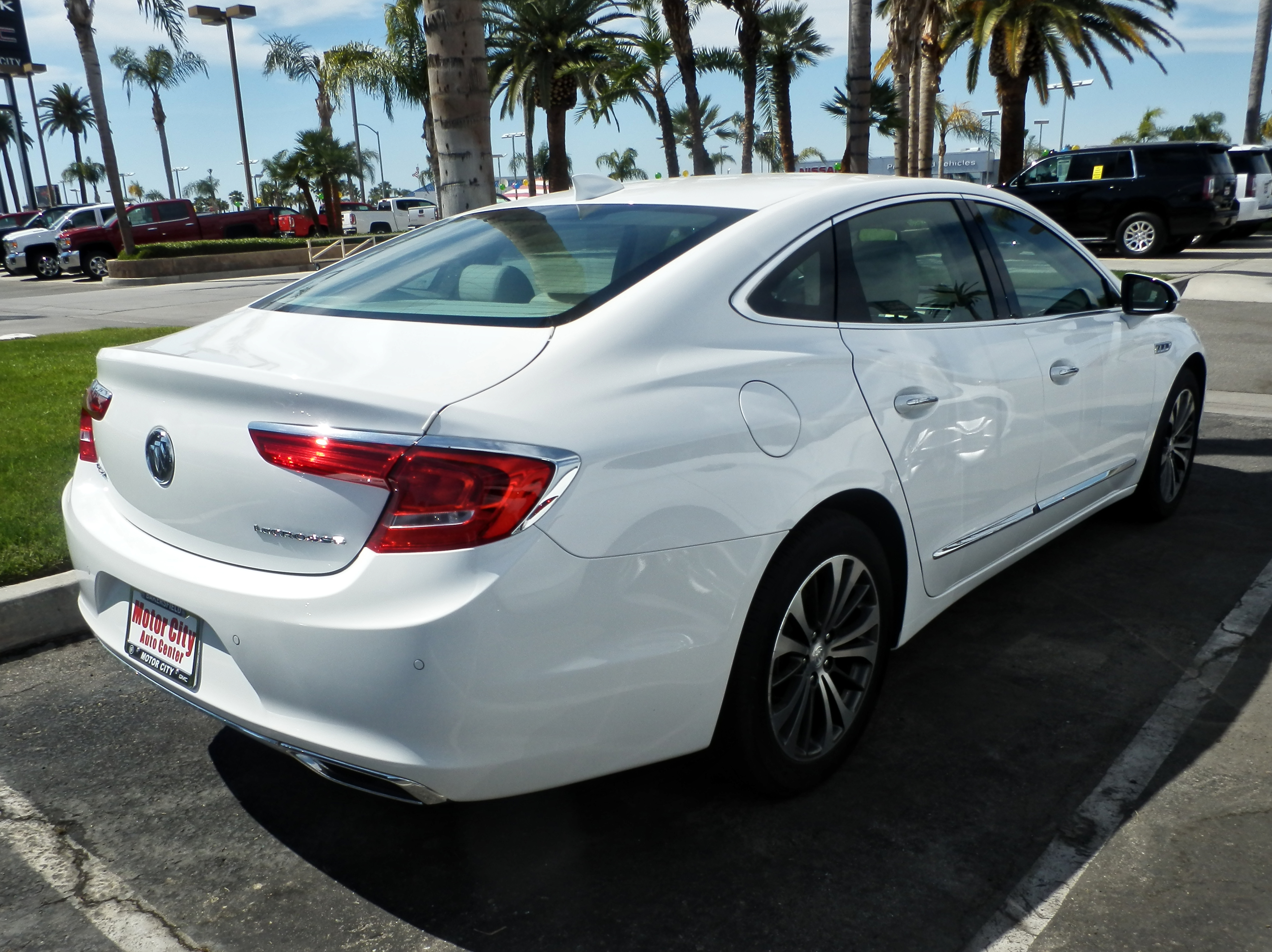
Vue arrière
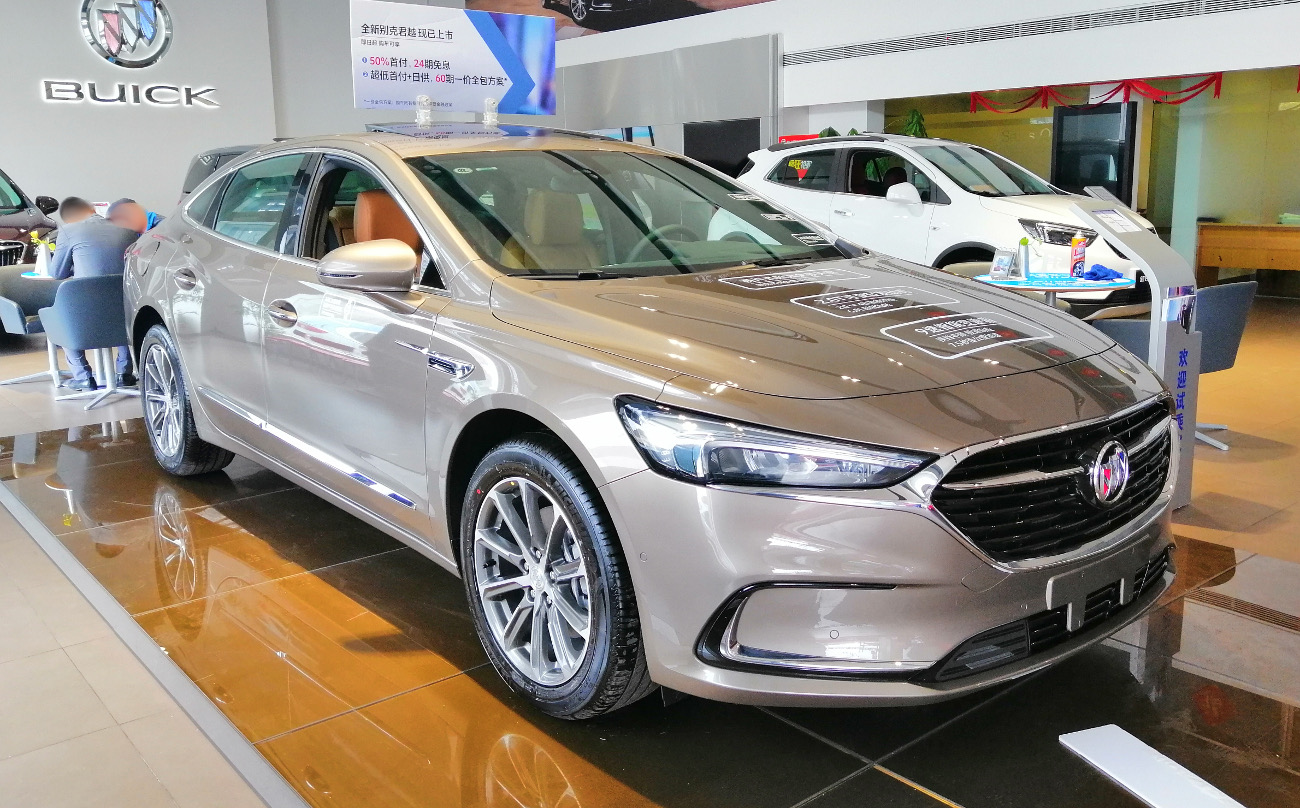
Restylage
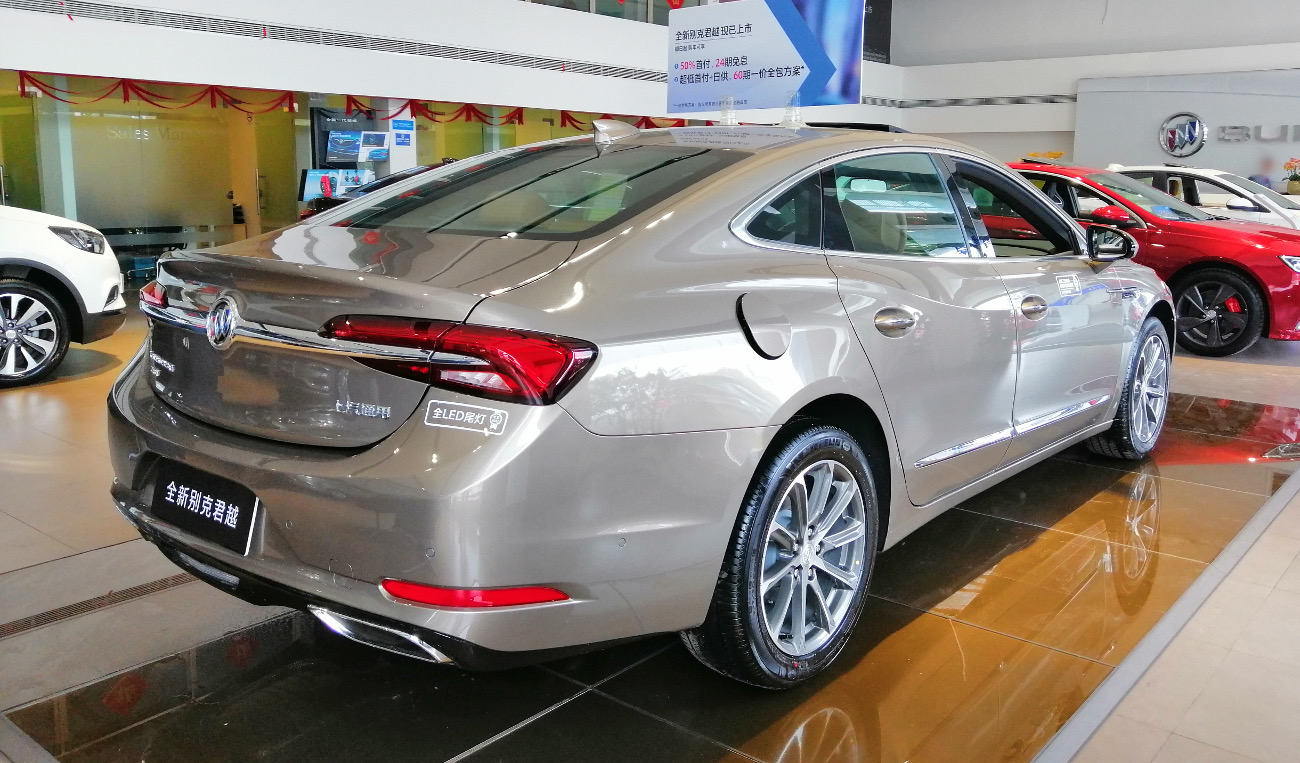
Restylage

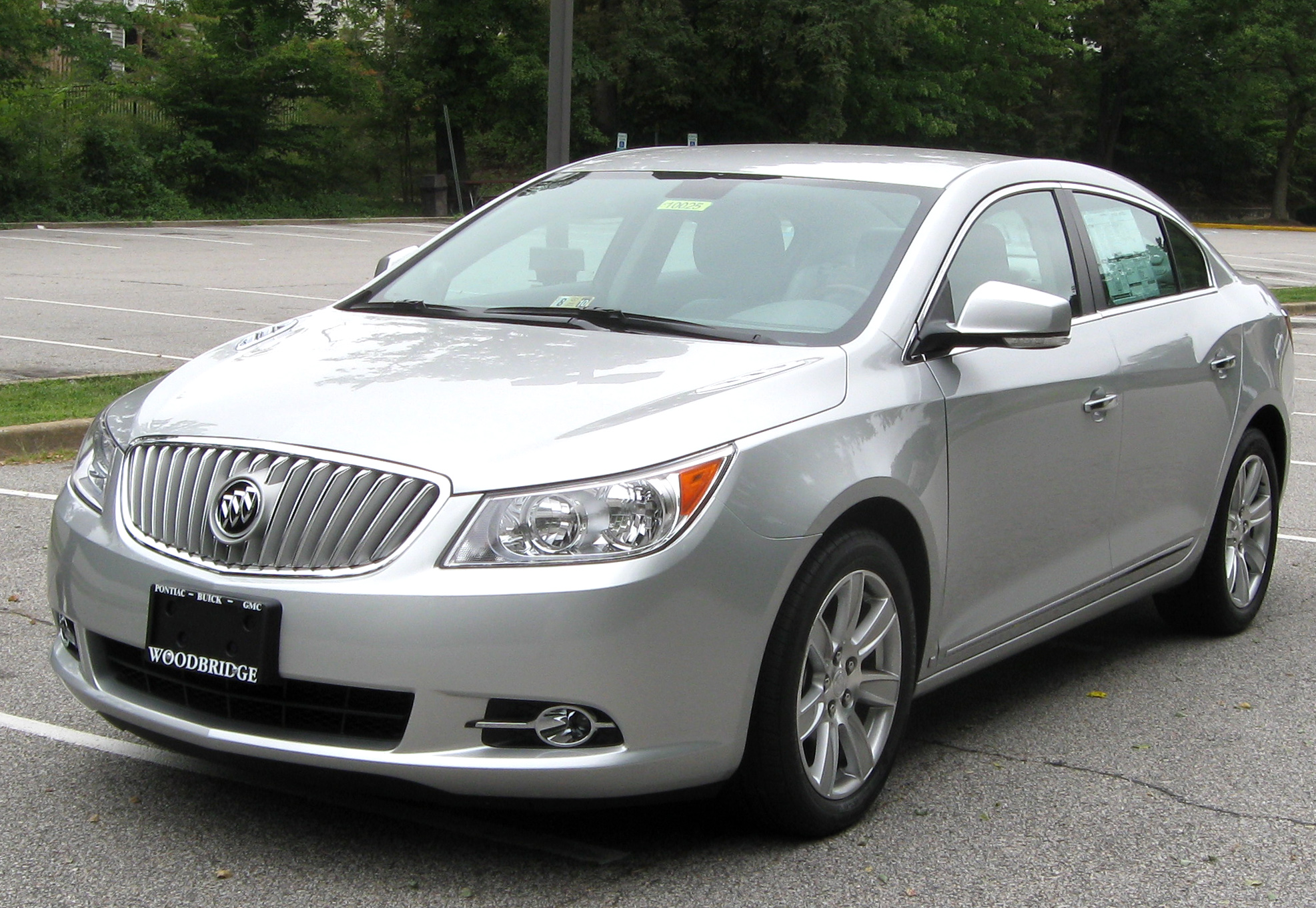
LaCrosse II
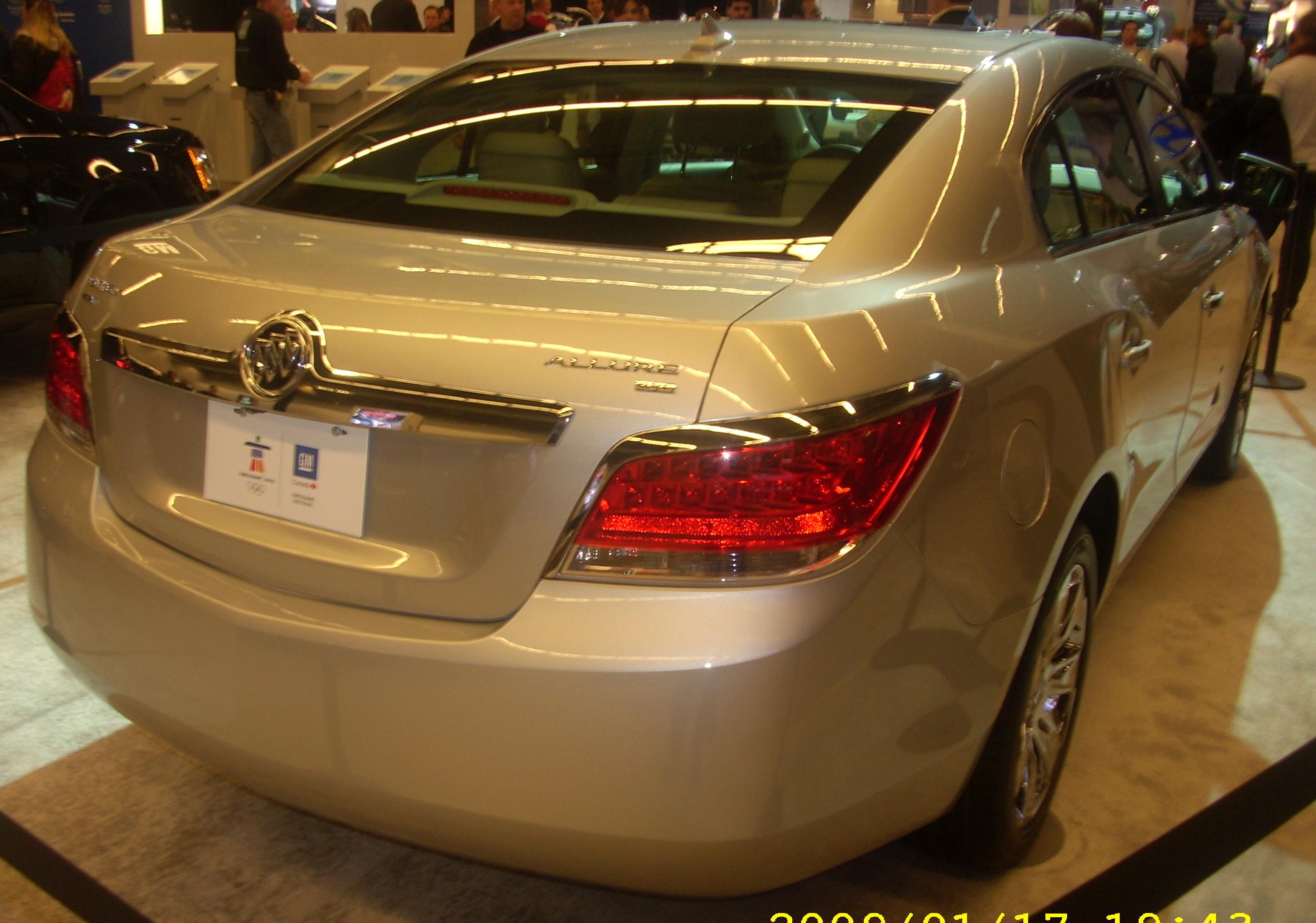
Allure II
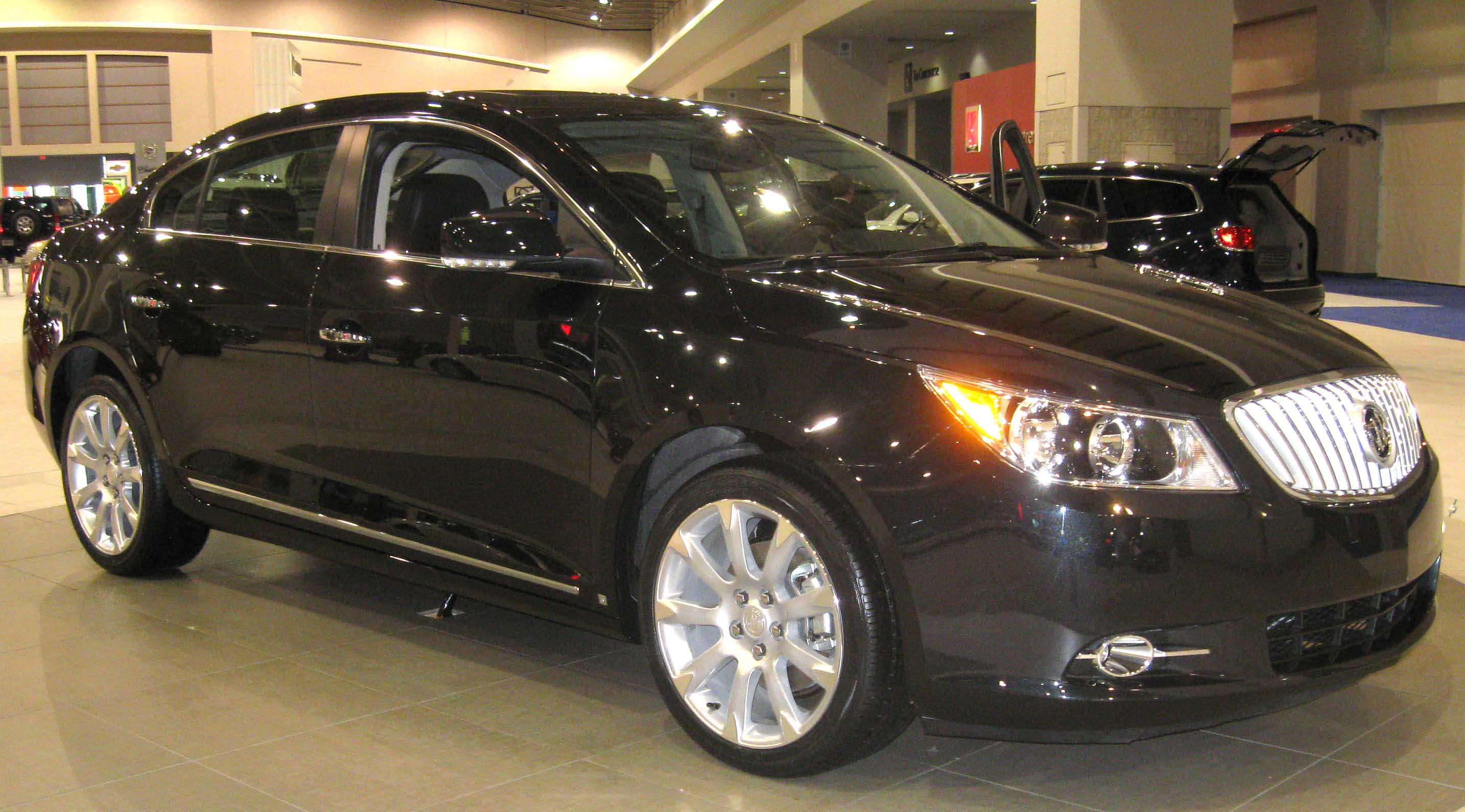
LaCrosse II
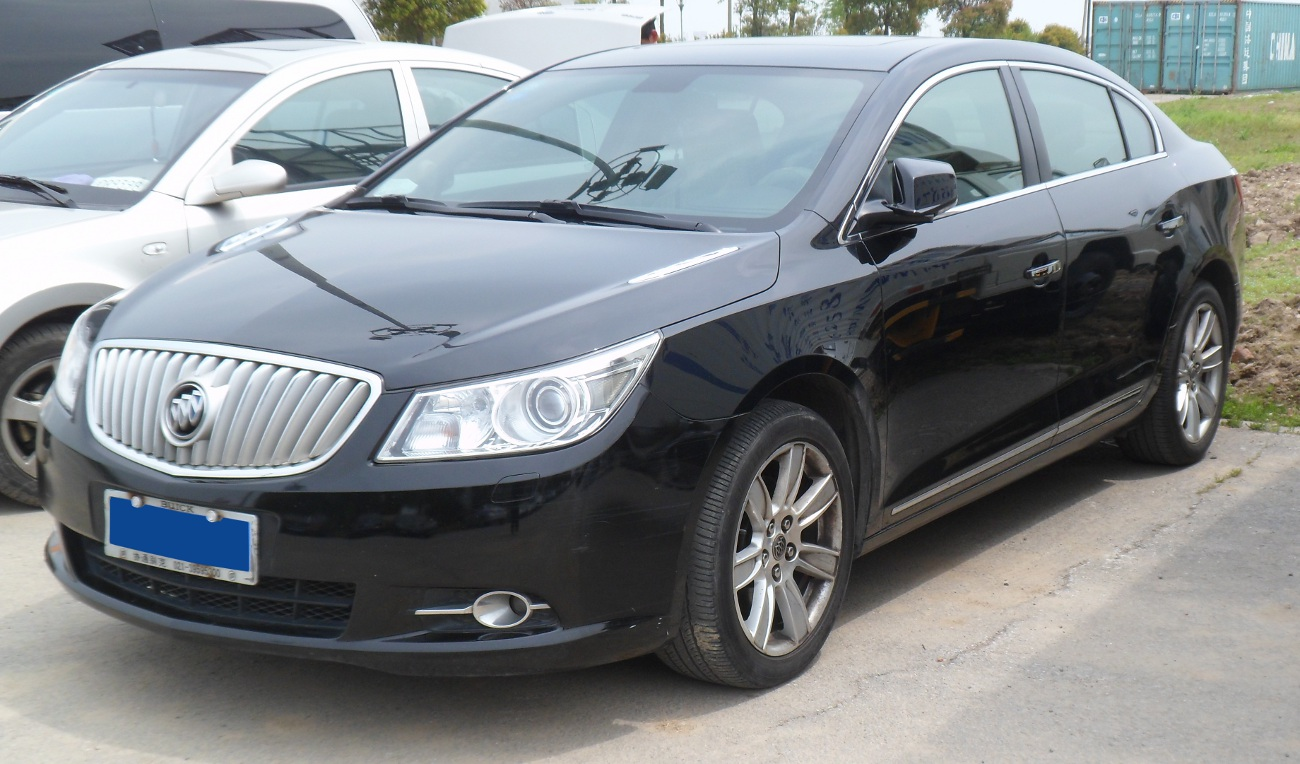
LaCrosse II à Anting, municipalité de Shanghai.

## Troisième génération (2017-)
La troisième génération de la Buick LaCrosse est dévoilée au Salon de l'automobile de Los Angeles 2015 pour être commercialisée en 2017.
La toute nouvelle LaCrosse est basée sur la plate-forme P2XX partagée avec la Chevrolet Impala 2017, plus légère d'environ 130 kg. En Chine, la voiture est disponible avec moteur à essence 1.5 Ecotec de faible cylindrée à des fins de crédit d'impôt. Dans ce pays les ventes ont commencé le 18 mars 2016. En Amérique du Nord elle est mue par un 3.0 V6 repris de l'ancienne génération légèrement amélioré. Les ventes aux États-Unis ont débuté à l'été 2016 et en automne 2016 au Canada.
Elle est la première à utiliser la nouvelle thématique design de Buick inaugurée sur le concept Buick Avenir. Elle se caractérise par une grille "chute d'eau ailée" inspirée par le concept Buick Wildcat II de 1954, des lignes rebondies et un retour à l'utilisation de l’emblème Buick tricolore.

### Galerie photos
- Vue avant
- Vue arrière
- Restylage
- Restylage

## Ventes

### Ventes en Chine
| Année | Ventes'         | Différence |
| ----- | --------------- | ---------- |
| 2006  | 18 100 (3 mois) |            |
| 2007  | 71 500          |            |
| 2008  | 52 719          | -26,3 %    |
| 2009  | 74 563          | +41,4 %    |
| 2010  | 104 412         |            |
| Total | 321 294         |            |

### Ventes aux États-Unis
| Année          | Ventes  | Diff.    |
| -------------- | ------- | -------- |
| 2004           | 10 995  |          |
| 2005           | 92 669  | +742,8 % |
| 2006           | 71 072  | -23,3 %  |
| 2007           | 47 747  | -32,8 %  |
| 2008           | 36 873  | -22,8 %  |
| 2009           | 27 818  | -24,6 %  |
| 2010           | 61 178  | +119,9 % |
| 2011           | 58 474  | -4,4 %   |
| 2012 (11 mois) | 53 002  | -0,2 %   |
| Total          | 459 828 |          |